# 小坂善太郎 (農林水産技官)
小坂 善太郎（こさか ぜんたろう、1964年〈昭和39年〉7月19日 - ）は、日本の農林水産技官。

## 来歴
1964年（昭和39年）7月19日、大阪府に出生。1988年（昭和63年）3月、名古屋大学農学部林学科を卒業。国家公務員試験I種・林学に合格し、同年4月、農林水産省に入省。1990年（平成2年）、岡山県西粟倉村に出向。その後、林野庁国有林野部業務課長や同森林整備部計画課長などを歴任。
2018年（平成30年）7月27日、林野庁国有林野部長に就任。国有林野部長として「樹木採取権制度」創設に携わり、2020年（令和2年）4月1日に国有林野管理経営法が改正され、導入された。
2019年（令和元年）7月8日、林野庁森林整備部長に就任。
2023年（令和5年）7月4日、林野庁次長に就任。
2025年（令和7年）7月1日、林野庁長官に就任。

## 年譜
- 1988年（昭和63年）
  - 3月 - 名古屋大学農学部林学科卒業[1][2]
  - 4月 - 農林水産省入省[1][2]
- 林野庁森林整備部治山課課長補佐（総括）
- 2009年 - 林野庁森林整備部計画課課長補佐（総括）
- 2012年（平成24年）4月 - 林野庁森林整備部計画課首席森林計画官[1][2]
- 2014年（平成26年）4月 - 林野庁林政部木材産業課木材製品技術室長[1][2]
- 2015年（平成27年）10月 - 林野庁国有林野部業務課長[1][2]
- 2016年（平成28年）8月 - 林野庁森林整備部計画課長[1][2]
- 2018年（平成30年）7月 - 林野庁国有林野部長[1][2][7]
- 2019年（令和元年）7月 - 林野庁森林整備部長[1][2][10]
- 2023年（令和5年）7月 - 林野庁次長[1][5][6]
- 2025年（令和7年）7月 - 林野庁長官[4]